# 奧智哉
奧智哉（日语：おく ともや，2004年7月18日—）是日本神奈川縣出身的一名演員，所屬事務所是Amuse。身高168cm。他在2020年出道成為演員，並在2021年首次主演電視劇。2025年，他出演了大河劇豈有此理〜蔦重繁華如夢故事〜，出演德川家基。

## 外部連結
- 奥智哉 - アミューズ オフィシャル ウェブサイト （页面存档备份，存于）
- 奥智哉&STAFF的Instagram帳戶